# Physical Graffiti
Physical Graffiti je šesté studiové album anglické rockové skupiny Led Zeppelin, vydané v roce 1975 původně jako dvojalbum (obsahovalo 2 LP). V žebříčku časopisu Rolling Stone the 500 greatest albums of all time dosáhlo 70. příčky.
Po téměř dvouleté přestávce se Led Zeppelin vrátili na scénu s tímto dvojalbem, které na rozdíl o těch předchozích nepůsobí tak jednolitým dojmem. Každá ze skladeb má svůj specifický styl, který je často velmi odlišný od těch ostatních. Můžeme zde nalézt jak orientální hudbou ovlivněnou píseň "Kashmir", téměř diskotékovou záležitost "Trampled Under Foot", pop-rockový song "Houses of the Holy" nebo countryový ploužák "Down By the Seaside". Ty jsou společně s hard-rockovými věcmi ("In My Time of Dying", "Custard Pie", "The Rover") soustředěny na první části alba, zatímco druhá obsahuje studiové experimenty, jamy a předělávky vlastních skladeb. Některé z těchto skladeb sice působí jen jako výplně, ale i zde se najdou světlé výjimky – pomalejší záležitosti "Ten Years Gone" a "Black Country Woman", dekadentní "Sick Again" nebo chytlavý rock & roll "Boogie With Stu".

## Seznam skladeb

### Disk 1
| Pořadí | Název               | Autor                                     | Délka |
| ------ | ------------------- | ----------------------------------------- | ----- |
| 1.     | Custard Pie         | Jimmy Page, Robert Plant                  | 4:13  |
| 2.     | The Rover           | Page, Plant                               | 5:36  |
| 3.     | In My Time of Dying | Page, Plant, John Paul Jones, John Bonham | 11:04 |
| 4.     | Houses of the Holy  | Page, Plant                               | 4:01  |
| 5.     | Trampled Under Foot | Page, Plant, Jones                        | 5:35  |
| 6.     | Kashmir             | Bohnam, Page, Plant                       | 8:31  |

### Disk 2
| Pořadí | Název               | Autor                                                   | Délka |
| ------ | ------------------- | ------------------------------------------------------- | ----- |
| 1.     | In the Light        | Page, Plant, Jones                                      | 8:44  |
| 2.     | Bron-Yr-Aur         | Page                                                    | 2:06  |
| 3.     | Down by the Seaside | Page, Plant                                             | 5:14  |
| 4.     | Ten Years Gone      | Page, Plant                                             | 6:31  |
| 5.     | Night Flight        | Jones, Page, Plant                                      | 3:36  |
| 6.     | The Wanton Song     | Page, Plant                                             | 4:06  |
| 7.     | Boogie with Stu     | Bonham, Jones, Page, Plant, Ian Stewart, Ritchie Valens | 3:51  |
| 8.     | Black Country Woman | Page, Plant                                             | 4:24  |
| 9.     | Sick Again          | Page, Plant                                             | 4:43  |

## Sestava

### Led Zeppelin
- Jimmy Page – akustická a elektrická kytara, mandolína, produkce
- Robert Plant – harmonika, zpěv, akustická kytara v "Boogie with Stu"
- John Paul Jones – baskytara, varhany, klavír, elektrické piano, mellotron, kytara, mandolína, VCS3 synthesizer
- John Bonham – bicí, perkuse

### Hosté
- Ian Stewart – klavír v "Boogie with Stu"
- Keith Harwood – režie, mixáž